# Mihej
Mihej (od hebr. mīkāh: tko je kao Bog?) bio je jedan od starozavjetnih malih proroka. Djelovao je u Judeji u vrijeme kralja Ezekije. Autor je proročke biblijske knjige.